# Диърдра Макклоски
Диърдра Макклоски (на английски: Deirdre McCloskey) е американска икономистка и общественичка, работила главно в областта на стопанската история.

## Биография
Родена е на 11 септември 1942 г. в Ан Арбър, щата Мичиган, като Доналд Макклоски.
Завършва икономика в Харвардския университет и от 1968 г. преподава икономика и стопанска история в Чикагския университет. По-късно преподава в Айовския университет (1980 – 1999), Ротердамския Еразмов университет и Илинойския университет. През 1995 г. променя пола си и приема името Диърдра Макклоски.